# Kanton Loulay
Der Kanton Loulay war von 1800 bis 2015 ein französischer Wahlkreis im Département Charente-Maritime und in der damaligen Region Poitou-Charentes. Er umfasste 15 Gemeinden im Arrondissement Saint-Jean-d’Angély; sein Hauptort (frz.: chef-lieu) war Loulay. Die landesweiten Änderungen in der Zusammensetzung der Kantone brachten im März 2015 seine Auflösung.
Der Kanton Loulay war 176,36 km2 groß und hatte 5277 Einwohner (Stand: 2012).

## Gemeinden
| Gemeinde                   | Einwohner (Stand: 2022) | Code postal | Code Insee |
| -------------------------- | ----------------------- | ----------- | ---------- |
| Bernay-Saint-Martin        | 761                     | 17330       | 17043      |
| Coivert                    | 196                     | 17330       | 17114      |
| Courant                    | 442                     | 17330       | 17124      |
| La Croix-Comtesse          | 223                     | 17330       | 17137      |
| Dœuil-sur-le-Mignon        | 373                     | 17330       | 17139      |
| La Jarrie-Audouin          | 272                     | 17330       | 17195      |
| Loulay                     | 761                     | 17330       | 17211      |
| Lozay                      | 155                     | 17330       | 17213      |
| Migré                      | 354                     | 17330       | 17234      |
| Saint-Félix                | 322                     | 17330       | 17327      |
| Saint-Martial              | 110                     | 17330       | 17361      |
| Saint-Pierre-de-l’Isle     | 268                     | 17330       | 17384      |
| Saint-Séverin-sur-Boutonne | 93                      | 17330       | 17401      |
| Vergné                     | 168                     | 17330       | 17464      |
| Villeneuve-la-Comtesse     | 745                     | 17330       | 17474      |